# Terrywal·laceïta
La terrywal·laceïta o terrywallaceïta és un mineral de la classe dels sulfurs que pertany al grup de la lil·lianita. Rep el nom de Terry C. Wallace Jr., (30 de juny de 1956) professor de geociències i conservador del museu mineralògic de la Universitat d'Arizona, especialitzat en minerals d'argent, durant més de 20 anys.

## Característiques
La terrywallaceïta és una sulfosal de fórmula química AgPb(Sb,Bi)₃S₆. Va ser aprovada com a espècie vàlida per l'Associació Mineralògica Internacional l'any 2011, sent publicada per primera vegada el 2013. Cristal·litza en el sistema monoclínic. La seva duresa a l'escala de Mohs és 4.

## Formació i jaciments
Va ser descoberta a la mina Herminia, situada al districte de Julcani, dins la província d'Angaraes (Huancavelica, Perú). També ha estat descrita a diversos indrets de Bolívia, així com a la República Txeca i a la República Popular de la Xina.